# 投36線
投36線 赤水－中山，是位於南投縣的一條鄉道，起點位於南投縣名間鄉赤水，終點於南投縣名間鄉中山，全長7.035公里。1966年此路首次列入鄉道系統，並保持相同編號與路線至今。本線為名間鄉鄉道系統內唯一整條拓寬為12米寬的鄉道，比 縣道139乙線更快到達名間市區。

## 路線說明
南投縣
- 名間鄉：赤水0.0k（起點，150線與139乙線岔路）→ 出林虎路二段 → 0.19k（投29線岔路）→ 出林虎2.6k（投40線岔路）→ 出林虎路一段 → 3.32k（投37線岔路）→ 十字路4.1k （投31線與投34線岔路）→ 名山路二段 → 二重埔5.0k →  5.6k（投30-1線岔路）→ 名山路一段 → 中山7.035k（終點，139乙線岔路）

## 交會公路
- 139乙線
- 150線
- 投29線
- 投30-1線
- 投31線
- 投34線
- 投37線
- 投40線

## 沿線地標
- 黃穹陵紀念花園 （页面存档备份，存于）
- 十字路圓環